# Dendritski trn
Dendritski trn je izrastek dendrita na mestu sinapse. Gre za štrline iz živčnih celic, ki praviloma prejemajo informacije le od ene ekscitatorne sinapse. Vsebujejo receptorje za živčne prenašalce, organele in signalne sisteme, bistvene za funkcioniranje sinaps ter za sinaptično plastičnost.

## Zgradba in opis
Dendritski trni so zgrajeni iz glave s prostornino okoli 0,01–0,8 µm3, ki so z nevronom povezani s tankim vratom v premeru manj kot 0,1 µm. Poleg nevritov lahko izraščajo tudi iz perikariona (some) ali celo iz aksonske grbine (stik some in aksona). Nahajajo se pri različnih vrstah živčnih celic pri vseh vretenčarjih, pa tudi pri nekaterih nevretenčarjih. Več kot 90 % ekscitatornih sinaps se konča na dendritskih trnih in človeški možgani jih vsebujejo več kot 1013.

## Patologija
Nepravilnosti dendritskih trnov, zlasti v njihovem številu in zrelosti, naj bi povzročale številne kognitivne motnje, kot so ADHD, avtizem, duševna manjrazvitost, sindrom fragilnega kromosoma X ...